# Les Yeux de fer rouge
Les Yeux de fer rouge est le 4e album de la série de bande dessinée Jeremiah, écrit et dessiné par Hermann, paru en 1980.

## Synopsis
La population de Bends Hatch, village d'origine de Jeremiah, a été emmenée derrière une barrière impénétrable, bordée d'un no man's land apocalyptique désertique et infranchissable par les soldats de la Nouvelle Nation Rouge.
Utilisant des esclaves, les Indiens poursuivent sans pitié tout candidat à l'évasion. Mais quelques-uns se font aidés par une mouvance progressiste au sein de leur peuple. Parmi eux, la tante Martha rescapée du massacre de Bends Hatch. Jeremiah pourra-t-il l'aider ?

## Analyse
Hermann introduit ici pour la première fois quelques éléments surnaturels, éléments qu'il exploitera énormément dans les prochains épisodes. On retrouve également la Tante Martha qui deviendra le seul élément fixe dans la vie de Jeremiah dans ce monde troublé.

## Publication en français
- Dupuis (collection « Repérages »), 1980